# Йоанисайвазова къща
Йоанисайвазовата къща (на гръцки: Αρχοντικό Ιωάννη Δ. Αϊβάζη) е възрожденска къща в град Костур, Гърция.

## Местоположение
Къщата е разположена в южната традиционна махала Долца (Долцо) на улица „Батринос“ № 6 под „Свети Апостоли Сервиотски“.

## История
Първоначално имението принадлежи на семейство Пападиамандис. Йоанис Айвазис се жени за Анастасия Пападиаманди и го наследява. В 1965 година сградата е обявена за паметник на културата.

## Архитектура
В архитектурно отношение представлява двуетажна правоъгълна сграда. Сградата е добре поддържана от община Костур.